# Welcome Reality
Welcome Reality è il primo album in studio del gruppo musicale britannico Nero, pubblicato nell'agosto 2011.

## Tracce
1. 2808 – 1:53
2. Doomsday – 4:12
3. My Eyes – 4:41
4. Guilt – 4:43
5. Fugue State – 3:35
6. Me & You – 4:08
7. Innocence – 5:08
8. In the Way – 3:57
9. Scorpions – 5:56
10. Crush on You – 4:10
11. Must Be the Feeling – 4:03
12. Reaching Out – 4:45
13. Promises – 4:17
14. Departure – 5:34

Tracce bonus – Welcome Reality +
1. Won't You (Be There) – 4:03
2. Etude – 4:17
3. Promises (Skrillex & Nero Remix) – 4:28

## Classifiche
| Classifica (2011) | Posizione massima |
| ----------------- | ----------------- |
| Regno Unito       | 1                 |